# Wilhelmina Cooper
Wilhelmina Behmenburg Cooper (Culemborg, 1 mei 1939 - Greenwich (Connecticut), 1 maart 1980), kortweg bekend als Wilhelmina, was een beroemd Nederlands-Amerikaans fotomodel dat in 1967 haar eigen succesvolle modellenbureau begon.
Wilhelmina emigreerde samen met haar ouders vanuit Nederland naar Chicago in 1954. Ze werd ontdekt door Ford Models en werd een van de bekendste fotomodellen van de jaren 1950 en 1960. Wilhelmina was vooral bekend als cover girl van de Vogue. Ze stond 255 keer op de omslag van een modetijdschrift, waaronder 27 keer op de omslag van de Amerikaanse Vogue.
In 1965 trouwde ze met Bruce Cooper, voormalig producent van de talkshow The Tonight Show, en samen begonnen ze Wilhelmina Models, dat is uitgegroeid tot een van de grootste modellenbureaus van New York. Wilhelmina ontdekte beroemde modellen als Iman, Naomi Sims en Gia Marie Carangi. De actrice Jessica Lange begon haar carrière toen ze door Wilhelmina werd ontdekt als model.
In haar latere jaren woonde ze in zowel New York als Greenwich (Connecticut), een chique buitenwijk van de stad. Ze bleef aan het hoofd van het modellenbureau tot begin 1980, toen longkanker bij haar werd geconstateerd. Ze stierf enkele maanden later op 40-jarige leeftijd. Wilhelmina liet een dochter en een zoon na, Melissa Wilhelmina Cooper en Jason S. Cooper.
In de televisiefilm Gia (1988) over Gia Marie Carangi werd Wilhelmina gespeeld door Faye Dunaway, die een Golden Globe won voor deze rol.
- International Standard Name Identifier: 0000 0000 2480 5752
- Library of Congress Control Number: n77007304
- Nationale Bibliotheek van Israël: 987010304308505171
- Virtual International Authority File: 38165067
- WorldCat: E39PBJxmyVKYqDVkGX9dXHyw4q